# Locomotiva FS 452
Le locomotive FS 452 erano un gruppo di locomotive a vapore con tender separato della Südbahn incorporate nel parco delle Ferrovie dello Stato italiane in conto danni di guerra della prima guerra mondiale.

## Storia
Le locomotive erano state costruite per le esigenze di trazione della Südbahn nell'esercizio merci sulle linee del Semmering, del Brennero e delle aree carsiche.
Erano state immatricolate nel gruppo SB 35.
Alla fine della prima guerra mondiale, in seguito allo smembramento della rete della Südbahn, 20 unità vennero consegnate alle FS che le immatricolarono nel gruppo 452 ai numeri progressivi 001–020. Vennero accantonate tutte entro il 1929.

## Caratteristiche
Le caratteristiche tecniche della locomotiva erano quelle comuni al gruppo SB 35a e molto simili a quelle delle FS 420 anch'esse di  rodiggio 0-4-0, cioè a quattro ruote motrici accoppiate del diametro di 1.106 mm. La caldaia produceva vapore saturo a pressione massima di esercizio di 9 bar; il motore era a 2 cilindri esterni, a semplice espansione, con distribuzione a cassetto piano e meccanismo di azionamento tipo Stephenson; la coppia motrice veniva applicata mediante biella motrice sul terzo asse. 
Alla locomotiva era accoppiato un tender a tre assi.